# Centromerus cavernarum
Centromerus cavernarum là một loài nhện trong họ Linyphiidae.
Loài này thuộc chi Centromerus. Centromerus cavernarum được Ludwig Carl Christian Koch miêu tả năm 1872.